# Sifax

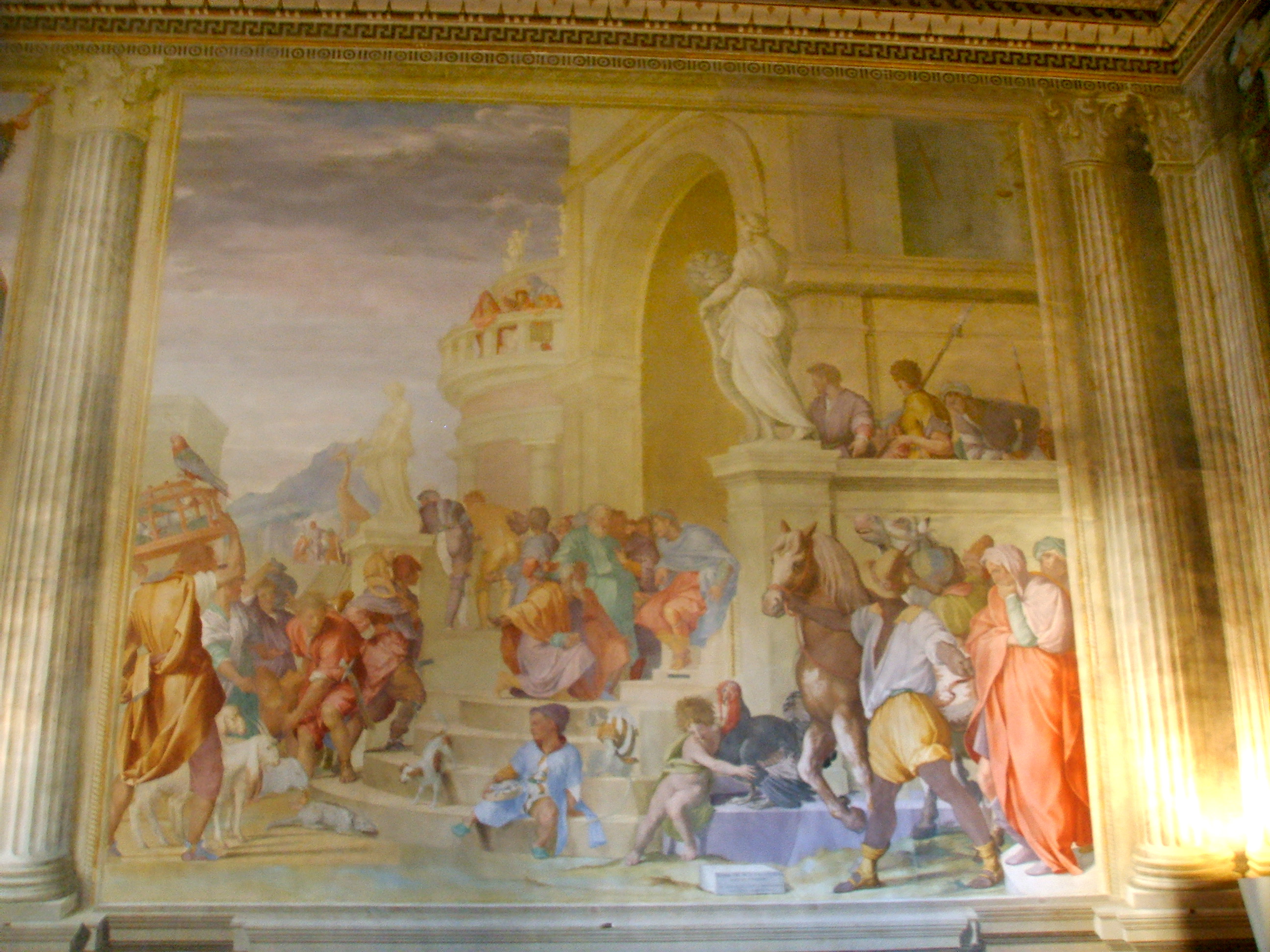
Sifax recibiendo a Escipión. Fresco de Alessandro Allori.

Sifax (en latín: Syphax, en griego: Σύφαξ) fue un rey de la antigua tribu númida de los masesilos, situada en la Numidia occidental durante el último cuarto del siglo III a. C.. Cuando estalló la segunda guerra púnica entre Roma y Cartago (218 a. C.), Sifax se hallaba más próximo a los romanos. Firmó una alianza con ellos en 213 a. C., a consecuencia de la cual Roma envió a Quinto Estatorio, asesor militar, para instruir a sus tropas en el arte de la guerra.
Sifax atacó a la tribu númida oriental de los masilios, que estaba liderada por el rey Gaia, aliado de los cartagineses. Fue derrotado por su hijo Masinisa y obligado a refugiarse en Mauritania. Perseguido por Masinisa, fue derrotado en una segunda ocasión.
Tras firmar la paz con Cartago, recuperó sus dominios. Volvió a aliarse con los romanos en 210 a. C., logrando algunas victorias contra los cartagineses, tras las cuales poco se conoce hasta el año de la muerte de Gaia 206 a. C. Los hijos de este, Masinisa y Oezalces, se enfrentaron por su legado, lo que permitió a Sifax conquistar extensos territorios del reino númida oriental.
Ese mismo año, Escipión el Africano, tras su victoria en Ilipa, envió a su amigo Cayo Lelio a ratificar la alianza con Sifax. Este rechazó ratificar cualquier tipo de trato si no era con el propio Escipión, lo que obligó al romano a navegar con dos quinquerremes a Numidia, lo que conllevaba un considerable riesgo. Se dice que ancló en el puerto al mismo tiempo que Asdrúbal Giscón, que regresaba a Cartago tras la derrota. Sin embargo, el barco de Escipión consiguió llegar a puerto antes de ser interceptado por los siete trirremes del cartaginés. Asdrúbal Giscón no se arriesgó a actuar contra el romano y violar el terreno neutral.
Ante el cambio de signo de la guerra, que se tornaba cada vez más favorable a Roma, Masinisa cambió de lado y se unió a Escipión. Cartago necesitaba un nuevo aliado, y Asdrúbal Giscón ofreció la mano de su hija Sofonisba a Sifax. Casada con Sifax desde el 206 a. C. A partir de entonces, Sifax se convirtió en el más firme partidario de Cartago.
Con las nuevas alianzas, parecía que Cartago y Sifax se harían fuertes en África. Ciertamente, las fuerzas combinadas del rey númida y Asdrúbal Giscón consiguieron romper el asedio a Útica, haciendo retroceder a Escipión. Sin embargo, el romano poco después se vengó de ambos en la batalla de los Grandes Campos. Mientras Escipión se concentraba en Cartago, Lelio y Masinisa persiguieron a Sifax hasta Cirta.
Durante la persecución, el ejército de Sifax amenazó con desertar cuando el ejército de Lelio y Masinisa se acercaba a su línea de batalla. En un valiente intento de infundir moral a sus tropas, Sifax cargó solo contra la caballería romana. En el desesperado galope, su caballo, herido, le arrojó al suelo. El rey númida fue prendido inmediatamente por soldados romanos y llevado ante Masinisa. Las tropas de Sifax regresaron a la capital, que cayó poco después reclamada por Masinisa. Sifax fue entregado a Escipión el Africano como prisionero, muriendo en Tibur (hoy Tívoli) hacia 203 / 202 a. C.
Sofonisba volvió a contraer matrimonio con Masinisa, pero Escipión, receloso de ella, demandó que fuera llevada a Roma como parte del triunfal desfile. Se cuenta que para evitarle tal humillación, Masinisa le envió el veneno con el que se suicidó.
Una opinión común sostiene que la ciudad tunecina de Sfax fue nombrada así en su honor, pero es dudoso que esta idea sea correcta.